# Avrankou
Avrankou is een van de 77 gemeenten (communes) in Benin. De gemeente ligt in het departement Ouémé en telt 80.402 inwoners (2002).

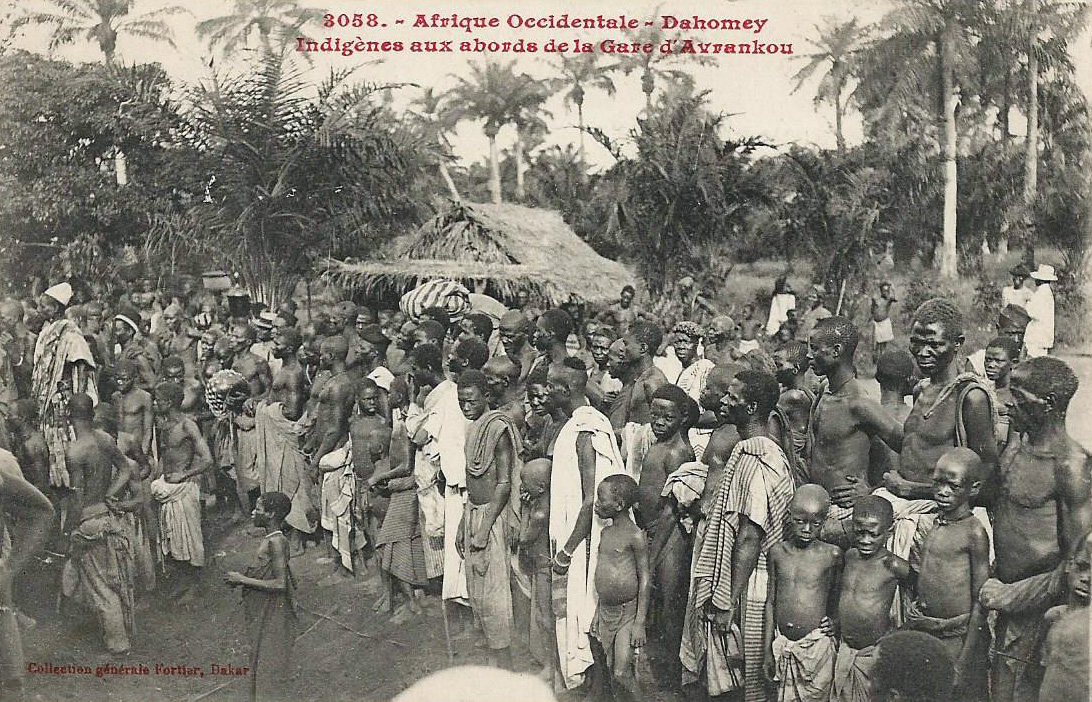
Inheemse bevolking van Avrankou